# Хьерульф, Хальфдан
Хальфдан Хьерульф (нюнорск Halfdan Kjerulf; 17 сентября 1815, Христиания — 11 августа 1868, Христиания) — норвежский композитор, пианист, дирижёр и музыкальный педагог.

## Биография
Родился в семье юриста. Изучал правоведение, но в 1839 году, до получения диплома, серьёзно заболел и летом 1840 года уехал для восстановления здоровья в Париж. Здесь он познакомился и заинтересовался новыми, романтическими веяниями в классической музыке. Особое впечатление на Х. Хьерульфа произвели произведения Гектора Берлиоза.
В зиму 1840—1841 года скончались отец Хальфдана, а также его сестра и брат. Как старший в семье, он отныне должен был о ней заботиться материально. Хьерульф стал зарубежным корреспондентом норвежской газеты «Ден Конституционель». В это тяжёлое время, осенью 1841 года, написал свои первые музыкальные произведения. В 1845 году завершил работу корреспондентом и занялся преподаванием музыки. Теорию музыки изучал у Карла Арнольда. Получив стипендию, обучался в Копенгагене у Нильса Вильгельма Гаде, а затем — в Лейпциге (до 1850 года). В 1851 году вернулся в Христианию и продолжил преподавание музыки. В 1857—1859 гг. руководил симфоническими абонементными концертами в Христиании. В последние годы жизни много болел.

## Творчество
Хьерульфу принадлежат многочисленные сочинения для фортепиано, однако в настоящее время наиболее известны написанные им романсы и хоровые песнопения. В его произведениях угадывается влияние как норвежского народного музыкального творчества, так и немецких романтиков (например, Роберта Шумана и Феликса Мендельсона-Бартольди). В целом Хьерульф считается одним из создателей национального музыкального стиля, прямым предшественником Эдварда Грига, испытавшего его влияние. В наследии Хьерульфа — 45 произведений для фортепиано, 75 обработок народных мелодий для фортепиано из собрания Л. Линдемана.